# Sonaja (instrumento musical)
Una sonaja (del latín sonacŭlum, de sonāre) es un instrumento de percusión de la familia de los idiófonos. Consiste en agrupaciones de chapas de metal que se agrupan atravesados por uno o más alambres que van sujetos a un aro en forma de círculo o semicírculo o bien otro tipo de bases, como rectángulos de madera o plástico, con manija o sin ella, etc. La emisión sonora se consigue mediante agitamiento o golpeo.

## Uso religioso
Otra utilización de las sonajas es la de instrumento religioso. Los hombres primitivos los agitaban en momentos de celebración con el fin de ahuyentar los malos espíritus: nacimientos, bodas, muertes, etc. Los materiales de fabricación eran los disponibles en aquellos tiempos: arcilla o la cáscara de algún fruto que era rellenado con pequeñas piedras. Hoy en día, todavía se pueden encontrar algunas tribus africanas que los utilizan con propósitos similares.
En algunos lugares de España, la sonaja es uno de los instrumentos clave en la festividad de la Navidad. En ese periodo, surgen las pastorales, que son grupos de personas que cantan canciones de índole religiosa. Los instrumentos que usan son variados, como los platillos, zambombas, panderetas; entre ellos destaca la sonaja. En esos pequeños grupos aparece la figura del director que normalmente es una única persona, pero pueden aparecer más. Este director se encarga de dar el primer toque para que el grupo lo siga; con pequeñas señales dice si se termina la canción y pasan a la siguiente o si se repite la emisión sonora.
La sonaja se decora con cintas de colores, normalmente ese color tiene un significado. Puede ser del pueblo de donde provenga esa pastoral o por los colores que se ha usado desde el surgimiento de ésta. Las cintas tienen la función de embellecer los movimientos que se hacen con tales instrumentos. Consiguiendo así llamar la atención del público. También surgen los encuentros anuales de las pastorales, y el lugar donde se celebra, se llena de oyentes de diferentes lugares.